# كيتا (لاعب كرة قدم)
كيتا (بالبرتغالية: Kita‏) هو لاعب كرة قدم برازيلي في مركز الهجوم، ولد في 6 يناير 1958 في باسو فوندو في البرازيل، وتوفي بنفس المكان في 3 أكتوبر 2015 بسبب سرطان الكبد. لعب مع أتلتيكو باراناينسي وجمعية بورتوغيزا الرياضية وغريميو بورتو أليغرينزي ونادي إنترناسيونال ونادي برازيل دي بيلوتاس ونادي جوفنتودي ونادي فلامنغو ونادي فيغورينسي.

## وصلات خارجية
- كيتا على موقع الاتحاد الدولي (مؤرشف)  (الإنجليزية)
- كيتا على موقع قاعدة بيانات كرة القدم.إي يو (الإنجليزية)
- كيتا على موقع أوليمبيديا (الإنجليزية)
- كيتا على موقع اللجنة الأولمبية البرازيلية (البرتغالية)